# Kabinett Böhmer I
Das Kabinett Böhmer I bildete von 2002 bis 2006 die Landesregierung von Sachsen-Anhalt. Sie ging aus der Wahl zum 4. Landtag des Landes Sachsen-Anhalt vom 21. April 2002 hervor. Bei dieser Landtagswahl erlitt die bisher regierende SPD mit Ministerpräsident Reinhard Höppner eine deutliche Niederlage und wurde mit einem Verlust von 15,9 Prozentpunkten im Vergleich zur Wahl 1998 erstmals nur drittstärkste politische Kraft im Landesparlament, hinter CDU und PDS.
Die CDU mit ihrem Spitzenkandidaten Wolfgang Böhmer, Landesvorsitzender der CDU Sachsen-Anhalt und Vorsitzender der CDU-Landtagsfraktion, konnte als Wahlsieger gemeinsam mit der FDP eine Regierung bilden. Zusammen verfügten die Regierungsfraktionen über 65 Mandate im Landtag gegenüber 50 Mandaten der Opposition aus PDS und SPD.
In der konstituierenden Sitzung des 4. Landtags von Sachsen-Anhalt am 16. Mai 2002 wurde Wolfgang Böhmer zum Ministerpräsidenten gewählt, am folgenden Tag ernannte er die Mitglieder seiner Landesregierung. Neben Böhmer selbst hatten auch drei Minister (Karl-Heinz Daehre, Horst Rehberger und Petra Wernicke) bereits während der 1. Wahlperiode des Landtags (1990 bis 1994) früheren CDU/FDP-Kabinetten angehört. Mit Landwirtschaftsministerin Wernicke war nur eine Frau im Kabinett vertreten.
Bei der nächsten Landtagswahl am 26. März 2006 verlor die schwarz-gelbe Koalition ihre Mehrheit. Regierungschef Wolfgang Böhmer konnte an der Spitze einer Koalition aus CDU und SPD weiter amtieren: Am 24. April 2006 wurde das Kabinett Böhmer II gebildet.

## Mitglieder der Landesregierung
| Amt                                                                       | Name                               | Partei | Partei    |
| ------------------------------------------------------------------------- | ---------------------------------- | ------ | --------- |
| Ministerpräsident                                                         | Wolfgang Böhmer                    |        | CDU       |
| Stellvertreter des Ministerpräsidenten Minister für Wirtschaft und Arbeit | Horst Rehberger (ab 18. Juni 2002) |        | FDP       |
| Staatsminister 1 und Chef der Staatskanzlei                               | Rainer Robra                       |        | CDU       |
| Minister des Innern                                                       | Klaus-Jürgen Jeziorsky             |        | CDU       |
| Minister der Justiz                                                       | Curt Becker                        |        | CDU       |
| Minister der Finanzen                                                     | Karl-Heinz Paqué                   |        | FDP       |
| Minister für Gesundheit und Soziales                                      | Gerry Kley                         |        | FDP       |
| Kultusminister                                                            | Jan-Hendrik Olbertz                |        | parteilos |
| Ministerin für Landwirtschaft und Umwelt                                  | Petra Wernicke                     |        | CDU       |
| Minister für Bau und Verkehr                                              | Karl-Heinz Daehre                  |        | CDU       |